# Cboe Global Markets
Cboe Global Markets ist ein Finanzunternehmen mit Sitz in Chicago. Es betreibt die Chicagoer Optionsbörse, die größte amerikanische Börse für Finanzderivate, sowie die Schattenbörse Bats Trading.
Das Unternehmen ist im Aktienindex S&P 500 vertreten. Es ist nach eigenen Angaben der drittgrößte Börsenbetreiber für Aktien nach Umsatzvolumen in den Vereinigten Staaten, hinter ICE (Betreiber der New Yorker Börse) und NASDAQ.

## Geschichte
Die Chicagoer Optionsbörse wurde 1973 von Händlern der Chicagoer Warenbörse gegründet. Sie war bis zum Börsengang 2010 im Besitz der Mitglieder.
Der Volatilitätsindex VIX wurde 1993 eingeführt.
2016 übernimmt das Unternehmen den Börsenbetreiber BATS Global Markets, dem Bats Trading gehört.
2020 wird das Clearinghaus EuroCCP übernommen. Im selben Jahr wurde das alternative Handelssystem MATCHNow aus Kanada erworben.
Im Dezember 2021 verleibt sich Cboe Global Markets die kanadische Börse NEO Exchange durch Übernahme des Mutterkonzerns Aequitas Innovations ein.

## Unternehmensbereiche
Cboe Global Markets bietet Handelsplätze für verschiedene Finanzprodukte an. Der Effektenhandel wird über vier elektronische Handelssysteme (BZX, BYX, EDGA, EDGX) und die NEO Exchange ermöglicht. Der Derivatehandel wird durch die Chicagoer Optionsbörse sowie einer eigenen Terminbörse für Indizes auf den VIX und Unternehmensanleihen sichergestellt. Zusätzlich wird der Währungshandel über einen eigenen Devisenmarkt bereitgestellt.
Das Unternehmen ist in Nordamerika, Europa und Asien aktiv.

## Mitgliedschaften
Sie ist Teil der:
- Sustainable Stock Exchanges Initiative